# Lavandula alportelensis
Lavandula alportelensis là một loài thực vật có hoa trong họ Hoa môi. Loài này được P.Silva, Fontes & Myre mô tả khoa học đầu tiên năm 1951.